# Cory Kwak
Cory Kwak – kanadyjski zapaśnik walczący w stylu wolnym.  Brązowy medalista mistrzostw panamerykańskich w 1990. Mistrz Wspólnoty Narodów w 1993, a także igrzysk frankofońskich w 1994. Piąty w Pucharze Świata w 1995 roku. Zawodnik Simon Fraser University.